# Assicurazione (arrampicata)

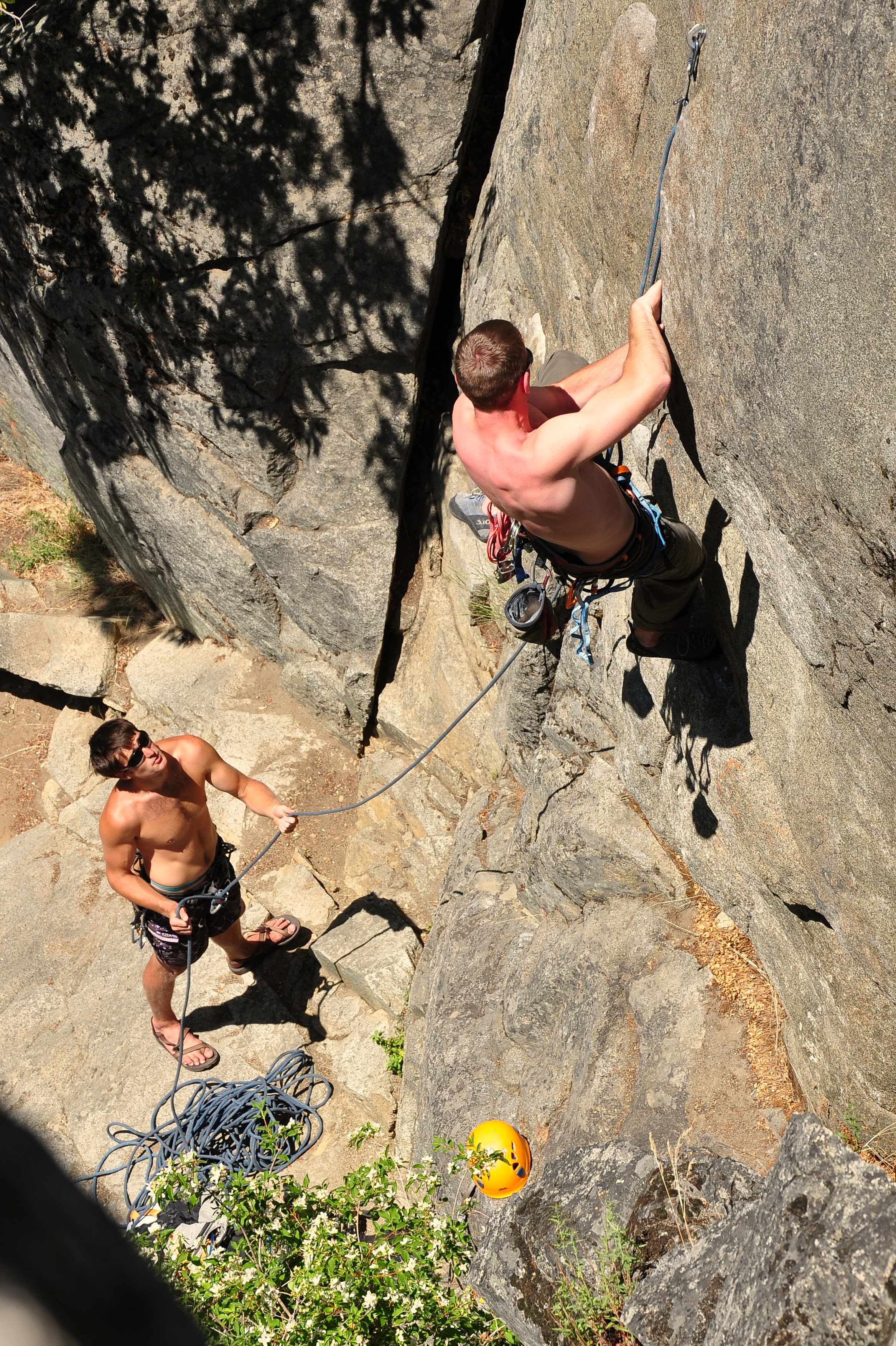
Un assicuratore con freno in posizione ventrale segue la scalata del compagno

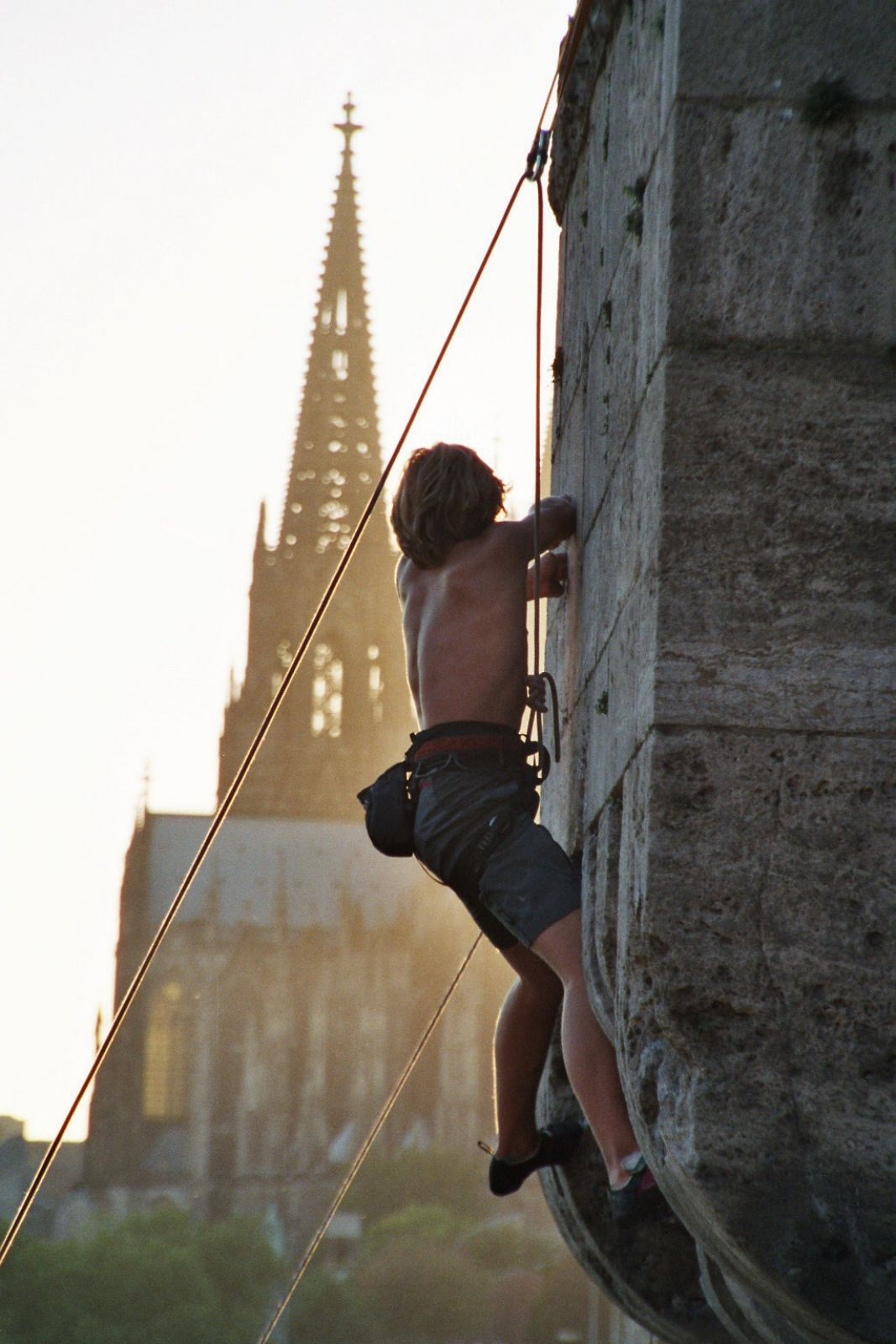
Arrampicatore assicurato in moulinette in una arrampicata urbana

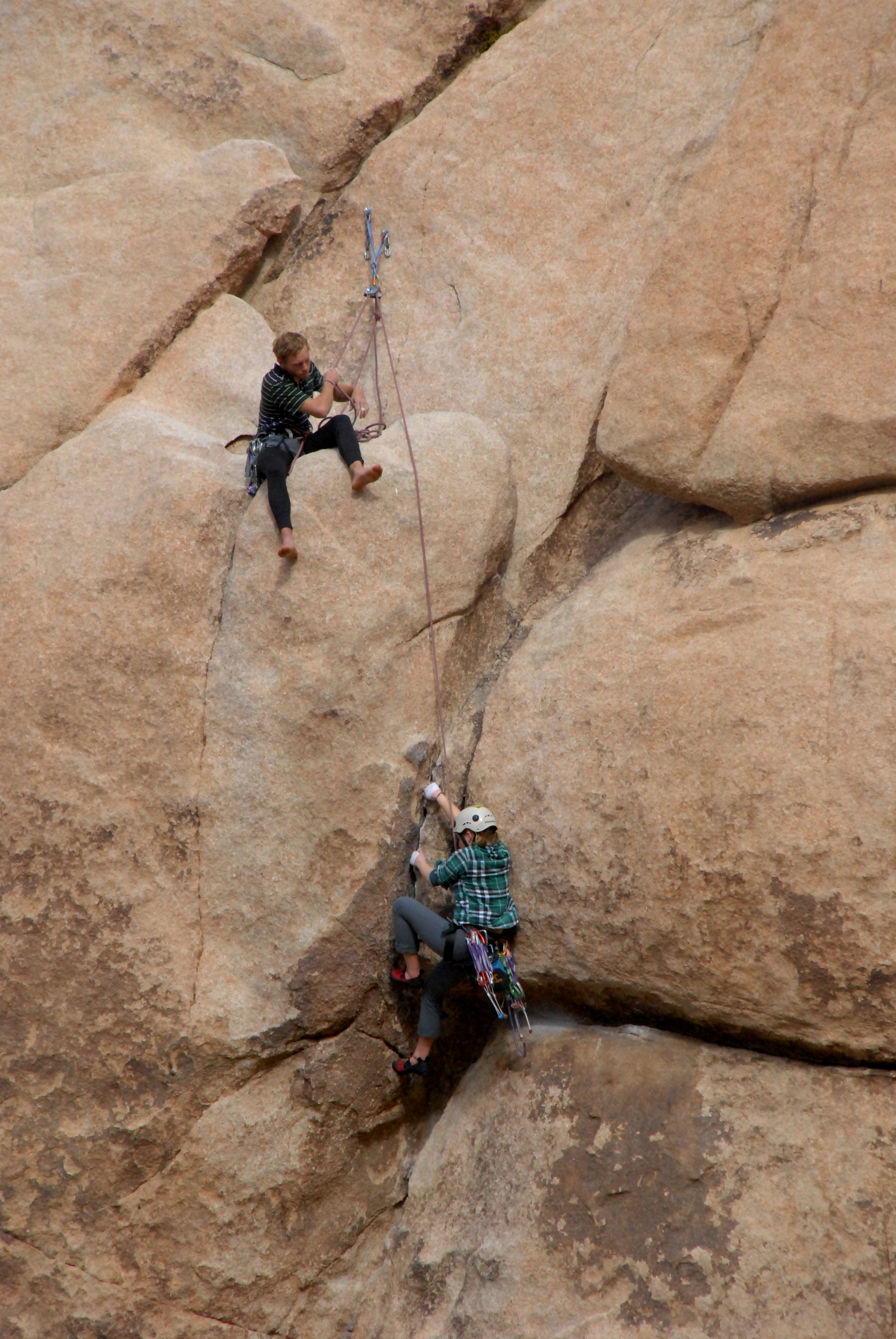
Un arrampicatore in sosta assicura il compagno che sale da secondo su una via di più tiri allo Joshua Tree National Park

L'assicurazione è l'insieme delle misure e operazioni che un arrampicatore o alpinista, da solo o in cordata, esegue per arrestare un'eventuale caduta durante la salita di una parete (di roccia o di ghiaccio).
Per tali operazioni, che sono il cardine dell'intera catena di assicurazione, lo sportivo sfrutta solitamente un corredo di attrezzi e materiali specifici.
La “catena di assicurazione” indica l'insieme complessivo degli elementi che costituiscono il sistema di sicurezza della cordata.
In riferimento all'arresto di una caduta dello sportivo che sta scalando, si distinguono due diversi tipi di assicurazione. Tale differente tipologia di assicurazione ha ragione d'essere in virtù dei dispositivi d'arresto della caduta che gli arrampicatori o alpinisti decidono di utilizzare nella loro attività. In altre parole, il tipo di assicurazione varia sostanzialmente al variare del tipo di freno, che può essere bloccante (automatico) o dinamico (non automatico).
Le varie tipologie di assicurazione possono essere combinate tra loro a seconda delle esigenze della cordata, del tipo di arrampicata e delle caratteristiche della parete che si vuole scalare.

## Assicurazione statica

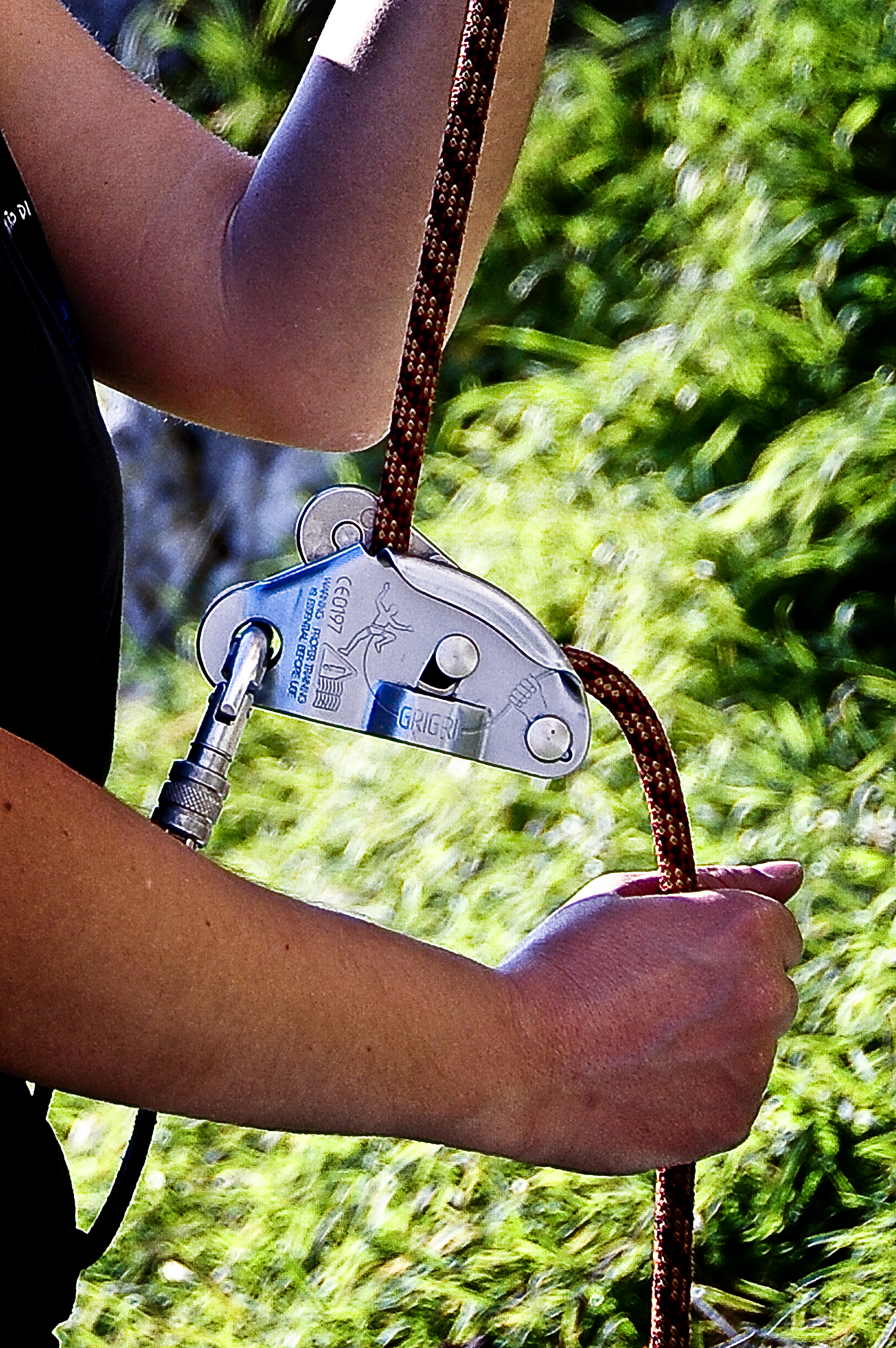
Assicurazione statica ventrale con gri-gri

Quando non vi è scorrimento di corda, o a corda “bloccata”. Questo tipo di assicurazione è molto utilizzato nell'arrampicata sportiva e scarsamente utilizzato nell'alpinismo.
Nell'assicurazione statica si ricorre all'utilizzo di particolari freni (come il gri-gri o il cinch) che bloccano automaticamente la corda. Questi dispositivi possono funzionare permettendo lo scorrimento della corda in una sola direzione, bloccando la corda in caso di strappo violento, o permettendone lo scorrimento solo se tenuti in posizione da chi effettua l'assicurazione.
L'arresto di un'eventuale caduta avviene tramite il bloccaggio completo della corda. L'energia della caduta viene scaricata completamente sul punto di ancoraggio più alto e sulla corda (che lo assorbe allungandosi elasticamente).

### Vantaggi
L'uso di freni a bloccaggio assistito hanno un livello di sicurezza maggiore, quindi utilizzabili sia dai principianti che dagli esperti. Il fatto che la corda si blocchi automaticamente garantisce la sicurezza dell'arrampicatore anche in caso di disattenzione del compagno che assicura. Questo è il motivo del successo di questo tipo di freni nell'arrampicata sportiva. Per gli stessi motivi l'assicurazione statica è a volte utilizzata nell'alpinismo solitario, dove l'alpinista deve ovviamente avere le mani libere.
Sebbene questi dispositivi siano molto sicuri, le mani dell'assicuratore devono rimanere sulla corda.

### Svantaggi
Il completo bloccaggio della corda fa sì che l'energia si scarichi tutta sulla corda e sull'ultimo punto di ancoraggio. Questo non è accettabile in ambito alpinistico, dove i punti di ancoraggio possono essere precari e sono comunque meno solidi rispetto agli spit utilizzati nell'arrampicata sportiva. Inoltre in alpinismo i punti di ancoraggio vengono posizionati a maggior distanza di quella degli spit su una parete attrezzata, esponendo quindi al rischio di cadute più lunghe. In questo caso l'assicurazione statica può portare alla fuoriuscita del punto di ancoraggio dalla sua sede o addirittura alla rottura della corda. Inoltre in caso di cadute lunghe in rapporto alla lunghezza della corda (quindi con fattore di caduta alto) il bloccaggio della corda e il brusco arresto che ne consegue possono provocare gravi lesioni all'alpinista caduto, soprattutto alla colonna vertebrale.

## Assicurazione dinamica

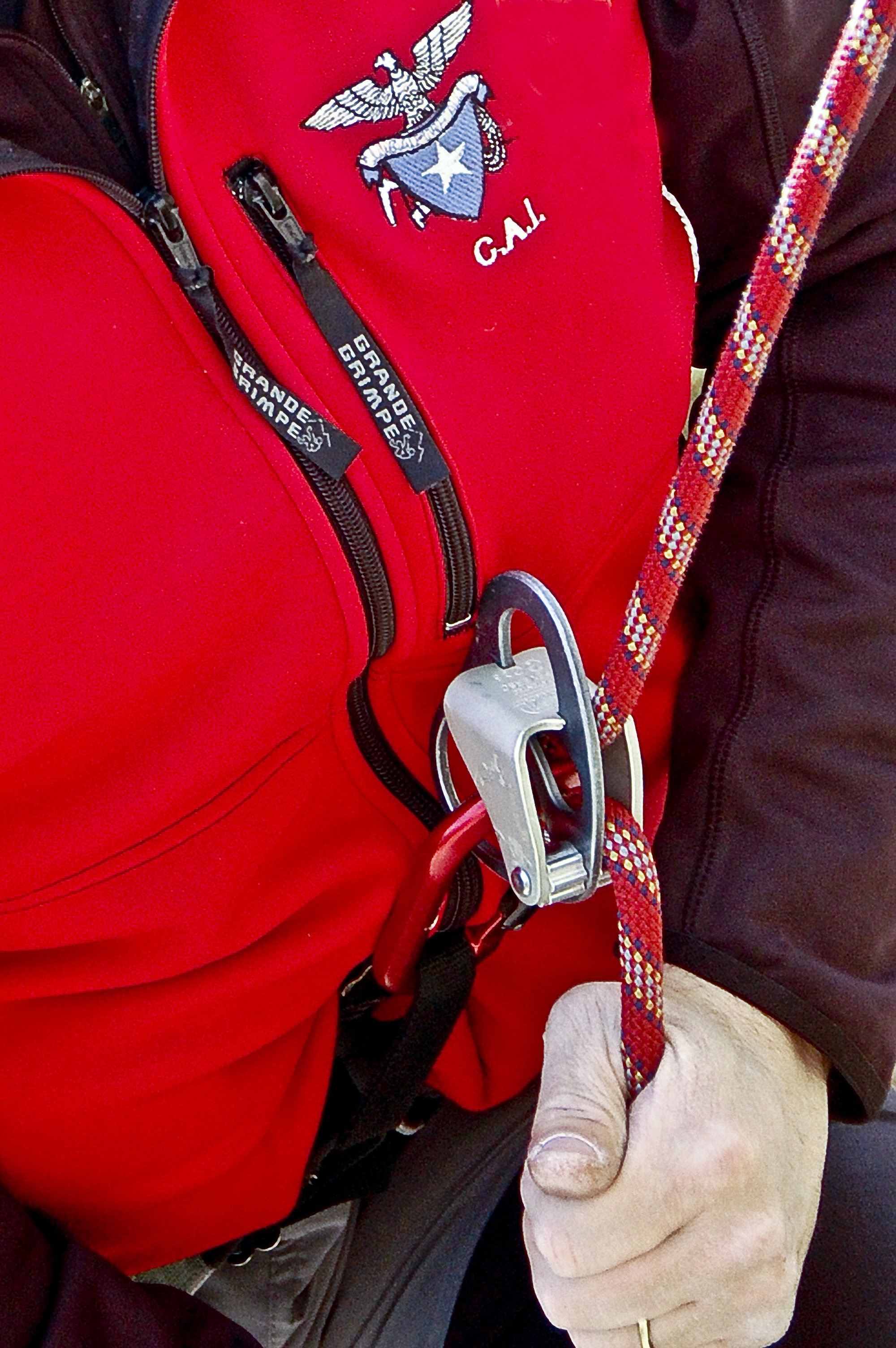
Assicurazione dinamica ventrale con tuber

Nel caso in cui vi sia scorrimento di corda, o a corda “frenata”. Durante l'arresto la corda inizialmente non si blocca, ma scorre nel freno rallentando fino a giungere gradualmente all'arresto completo.
In questo tipo di assicurazione il freno può essere un nodo (per esempio il mezzo barcaiolo) o un freno dinamico come il tuber o secchiello, l'otto o il reverso. In questi freni la corda può scorrere, ma a chi manovra il freno è sufficiente una forza relativamente piccola esercitata sulla corda per trattenere anche pesi molto grandi (anche un migliaio di chili). 

### Vantaggi
Con l'assicurazione dinamica l'energia di un'eventuale caduta è dissipata per il 90% sul freno, sotto forma di calore generato dall'attrito tra freno e corda. L'energia restante è divisa fra tutti i punti di ancoraggio (se sono correttamente posizionati) e allungamento elastico della corda. In questo modo è ridotta al minimo la possibilità di fuoriuscita dei punti di ancoraggio o di rottura della corda. Inoltre l'arresto graduale pone la persona caduta al sicuro da eventuali lesioni spinali. Per questo motivo l'assicurazione dinamica è pressoché l'unica utilizzata in alpinismo.

### Svantaggi
Il freno dinamico non interviene automaticamente in caso di caduta, ma necessita sempre che il frenamento della corda sia effettuato correttamente da chi effettua l'assicurazione. La necessità di manovrare costantemente il freno rende estremamente rischioso il suo utilizzo da parte di mani inesperte e può rendere fatale un'eventuale distrazione. Perciò l'assicurazione dinamica è scarsamente utilizzata nell'arrampicata sportiva.

## Posizione del freno
Una distinzione importante riguarda il posizionamento del freno all'interno della catena di assicurazione: possiamo avere un'assicurazione statica ventrale (ad esempio un Gri-gri posto sull'anello di servizio dell'imbragatura), ma anche un'assicurazione statica classica (esempio: una piastrina Gi-gi posta su una sosta in parete); possiamo altresì avere un'assicurazione dinamica ventrale (esempio: un tuber posto sull'anello di servizio dell'imbragatura) o un'assicurazione dinamica classica (esempio; un nodo mezzo barcaiolo posto al vertice di una sosta della parete).

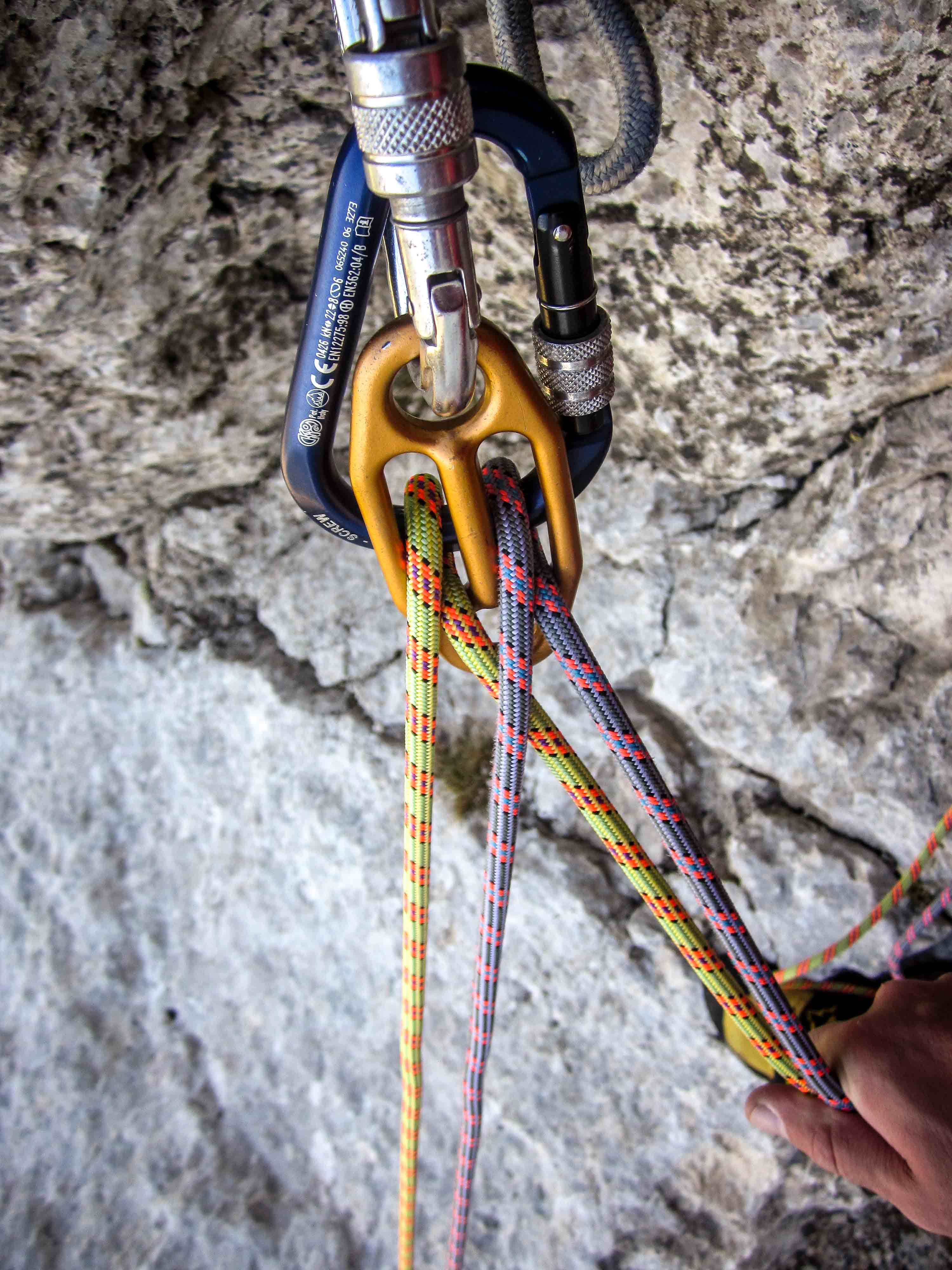
Assicurazione statica del secondo di cordata tramite piastrina gi-gi montata sulla sosta

### Assicurazione ventrale
Quando il freno viene collegato (tramite l'anello di servizio dell'imbragatura) al corpo dell'operatore che compie l'atto dell'assicurazione. In caso di caduta, il caduto è trattenuto dal corpo stesso del compagno che lo assicura, che fa così da contrappeso.

#### Vantaggi
Essendo il corpo di chi effettua l'assicurazione a fermare la caduta, si evitano pericolose sollecitazioni sulla sosta. Ciò è particolarmente utile se i punti di ancoraggio della sosta non sono stati predisposti per sollecitazioni provenienti dall'alto ("ribaltamento" della sosta). Se chi assicura si trova al livello del terreno (condizione costante in arrampicata sportiva e presente nella partenza di un'ascensione alpinistica) si evita la necessità di predisporre ulteriori punti di ancoraggio altrimenti inutili.

#### Svantaggi
L'urto di una caduta è di norma abbastanza forte da sollevare chi assicura dal punto in cui si trova e trascinarlo in alto, anche per alcuni metri. Questo spostamento può portare all'impatto con la parete rocciosa, con conseguente possibilità di lesioni per chi assicura.

### Assicurazione classica
Quando il freno viene applicato, tramite la sosta o tramite appositi punti di ancoraggio, direttamente sulla parete di roccia o di ghiaccio. La caduta è quindi trattenuta dalla sosta stessa.

#### Vantaggi
Chi effettua l'assicurazione è al sicuro da urti violenti collegati alla caduta del compagno.

#### Svantaggi
In caso di caduta, nell'assicurazione dal basso la sosta si "ribalta", cioè si rivolge verso l'alto. La predisposizione della sosta deve essere quindi effettuata in modo che i punti di ancoraggio siano in grado di resistere anche ad una sollecitazione proveniente dall'alto, cioè al ribaltamento della sosta stessa. Il ribaltamento è estremamente rischioso in caso di punti di ancoraggio precari. Il sistema non presenta questo svantaggio per l'assicurazione dall'alto.

## Sicura a spalla
Un particolare tipo di assicurazione, in ambito alpinistico, è la cosiddetta "sicura a spalla". Si tratta di un metodo tradizionale, oramai ben poco utilizzato, che per arrestare la caduta non si avvale di attrezzi ma, piuttosto, sfrutta l'attrito della corda che viene avvolta attorno al corpo dell'assicuratore. In questo modo è il corpo stesso a fare da freno dinamico. Può essere utilizzata in caso di emergenza con carenza di materiale o, in situazioni sicure, per ragioni di rapidità.

## Principali dispositivi utilizzati per l'assicurazione
- Corda
- Imbragatura
- Moschettoni
- Rinvii
- Freno
- Punto di ancoraggio